# Статеве розмноження
Статеве розмноження — утворення нового організму за участю двох батьківських організмів.

## Сутність
Під час статевого розмноження відбувається злиття статевих клітин — гамет чоловічого і жіночого організму. Новий організм вміщує спадкову інформацію обох батьків. Статеві клітини формуються в результаті особливого типу поділу, при якому число хромосом у клітинах, що утворюються внаслідок поділу, вдвічі менше, ніж у вихідній материнській клітині. Таким чином, гамети мають удвічі меншу кількість хромосом. В результаті злиття двох гамет кількість хромосом у клітині, що знову утворилася, — збільшується вдвічі, тобто відновлюється, причому одна половина усіх хромосом є батьківською, інша — материнською. Видами статевого розмноження є партеногенез і самозапліднення.
Жіноча статева клітина — яйцеклітина — у вищих рослин і хребетних тварин нерухома, вона більша за чоловічі гамети, оскільки містить запас поживних речовин.
Чоловічі гамети — сперматозоїди у тварин і спермії у рослин.

## Розвиток статевих клітин у тварин
Розвиток статевих клітин називається гаметогенезом. Він складається з таких етапів[джерело?]:
1. Період розмноження
Клітини діляться шляхом мітозу. В результаті збільшується кількість клітин, всі вони містять диплоїдний набір хромосом (2n). Чоловічі клітини називаються сперматогоніями, а жіночі — оогоніями.
2. Період зростання
Клітини збільшуються в розмірах і називаються сперматоцитами І порядку або ооцитами І порядку. Особливо добре цей період виражений у яйцеклітин, в яких накопичуються запасні поживні речовини.
3. Період дозрівання
У цей період відбувається мейоз. У особин чоловічої статі утворюються 4 гаплоїдні клітини — сперматиди. У жіночого організму утворюються 3-4 клітини — одна яйцеклітина і 2-3 дрібні клітини — полярні тільця, які гинуть. Це відбувається тому, що в еволюційному плані вигіднішим виявилось зосередити запас поживних речовин в одній, а не в 4 клітинах.
4. Період формування
Утворюються зрілі гамети — 4 сперматозоїди й одна яйцеклітина.

Після злиття гамет утворюється диплоїдна зигота, яка несе спадкову інформацію від обох батьків. Таким чином забезпечується основне призначення статевого розмноження — перекомбінація генів, а відтак підвищення можливостей організмів пристосуватися до змінних умов навколишнього середовища. Найчастіше чоловічі і жіночі гамети утворюються в спеціальних органах різних організмів. Такі організми називаються роздільностатевими. Деякі організми здатні виробляти й чоловічі, і жіночі статеві клітини. Це гермафродити, а саме явище — гермафродитизм.

## Особливості запліднення у квіткових рослин
Зокрема запліднення квіткових (покритонасінних) рослин є подвійним і відбувається у квітці. Процесу запліднення у квіткових рослин передує проростання пилкового зерна на приймочці маточки. Пилкова трубка просувається по стовпчику до зав'язі й крізь пилковхід вростає в насінний зачаток. Від моменту потрапляння пилку на приймочку до запліднення проходить від 20-30 хв до однієї чи кількох діб.

## Інтернет-ресурси
- Khan Academy, video lecture
- Sexual Reproduction and the Evolution of Sex

| Зародок | Це незавершена стаття з біології розвитку. Ви можете допомогти проєкту, виправивши або дописавши її. |